# Filip al IV-lea cel Frumos
Filip al IV-lea cel Frumos (franceză Phlippe IV le Bel) 
(n. iunie 1268, Fontainebleau, Île-de-France, Franța – d. 29 noiembrie 1314, Fontainebleau, Île-de-France, Franța) a fost regele Franței din 1285 până în 1314, fiind membru al dinastiei Capețiene. Personalitatea sa rece și severă i-a adus porecla de „Regele de Fier” sau „Regele de marmură”. Contemporanul său, Bernard Saisset, episcop de Pamiers, spunea despre el că „Nu știe decât să privească oamenii fără să spună nimic. Nu e nici om, nici fiară, e o statuie...”.

## Familia
Filip cel Frumos a fost fiul regelui Filip al III-lea (1245-1285) și al reginei Isabela d'Aragon (1247-1271). La data de 16 august 1284 se căsătorește cu Ioana I de Navara, astfel devenind regele Navarei din 1284 până în 1305, când moare Ioana. Nu s-a recăsătorit niciodată.

## Războiul din Flandra
În timpul domniei sale a crescut considerabil rolul hegemonic al Franței pe plan european.

## Conflictul cu papalitatea
Războaiele împotriva Angliei și Franței au generat nevoi financiare, pe care regele a încercat să le rezolve prin impozitarea Bisericii. Papa Bonifaciu al VIII-lea a interzis episcopilor francezi să plătească impozite către stat, invocând imunitatea fiscală a clerului. Drept răspuns, regele Franței a dus o politică de îngrădire a influenței papei de la Roma, iar la conclavul din anul 1305 a obținut alegerea arhiepiscopului de Bordeaux în scaunul papal. La presiunea lui Filip cel Frumos acesta, sub numele de Clement al V-lea, a mutat reședința papală de la Roma la Avignon în anul 1309, act care a marcat începutul captivității papilor la Avignon (1309-1377).

## Desființarea templierilor
Regele a dus de asemenea o politică de îngrădire a puterii Ordinului Templier, față de care statul avea datorii considerabile. Superstiția zilei de vineri 13 își are originea în arestarea majorității cavalerilor templieri (inclusiv marele maestru) la ordinul său, în data de vineri 13 octombrie 1307.
Actul formal de desființare a cavalerilor templieri a fost emis de fostul arhiepiscop de Bordeaux, Bertrand de Got, devenit papa Clement al V-lea, cu sediul la Avignon, în data de 22 martie 1312. Jacques de Molay, ultimul mare maestru al cavalerilor templieri, a fost executat pe 18 martie 1314 în timp ce un tribunal bisericesc discuta apelul formulat de Molay la sentința de condamnare la moarte. Atât regele Filip cel Frumos, cât și papa Clement al V-lea, de care templierii s-au simțit trădați, au murit în același an 1314.

## Descendenți
Cu Ioana I de Navara a avut șapte copii:
- Margareta a Franței (ca. 1288, Paris – după noiembrie 1294, Paris) - logodită cu infantele Ferdinand al Castiliei
- Ludovic al X-lea (1289-1316), rege al Navarei și Franței între 1314 - 1316
- Blanche a Franței (1290, Paris– după 13 aprilie 1294, Saint Denis). Logodită în decembrie 1291 cu infantele Ferdinand al Castiliei. Blanche a fost înmormântată la biserica St Denis.
- Filip al V-lea cel Lung (1291-1322), rege al Franței
- Carol al IV-lea - (1294–1 februarie 1328), rege al Franței
- Isabela a Franței (c. 1295–23 august 1358), regină a Angliei, căsătorită cu Eduard al II-lea al Angliei (1284-1327)
- Robert al Franței (1297, Paris – august 1308, Saint Germain-en-Laye).

Trei din fii săi au devenit regi ai Franței, și o fiică regină consort a Angliei ca soție a regelui Eduard al II-lea.

## Arbore genealogic
| Filip IV al Franței | Tată: Filip III         | Bunic patern: Ludovic IX              | Străbunic patern: Ludovic al VIII-lea                   |
| Filip IV al Franței | Tată: Filip III         | Bunic patern: Ludovic IX              | Străbunică paternă: Blanche a Castiliei                 |
| Filip IV al Franței | Tată: Filip III         | Bunică paternă: Margareta de Provence | Străbunic patern: Ramon Berenguer IV, Conte de Provence |
| Filip IV al Franței | Tată: Filip III         | Bunică paternă: Margareta de Provence | Străbunică paternă: Beatrice de Savoia                  |
| Filip IV al Franței | Mamă: Isabela de Aragon | Bunic matern: Ioan I de Aragon        | Străbunic matern: Petru II de Aragon                    |
| Filip IV al Franței | Mamă: Isabela de Aragon | Bunic matern: Ioan I de Aragon        | Străbunică matern: Maria de Montpellier                 |
| Filip IV al Franței | Mamă: Isabela de Aragon | Bunică maternă: Violant a Ungariei    | Străbunic matern: Andrei al II-lea al Ungariei          |
| Filip IV al Franței | Mamă: Isabela de Aragon | Bunică maternă: Violant a Ungariei    | Străbunică maternă: Violant de Courtenay                |